# Adonisea dobla
Adonisea dobla är en fjärilsart som beskrevs av Smith 1906. Adonisea dobla ingår i släktet Adonisea och familjen nattflyn. Inga underarter finns listade i Catalogue of Life.